# 弗基耶尔
弗基耶尔（法語：Feuquières，法語發音：[føkjɛʁ]）是法国瓦兹省的一个市镇，属于博韦区。

## 地理
弗基耶尔（49°38'48"N, 1°50'48"E）面积12.24 平方千米，位于法国上法蘭西大區瓦兹省，该省份为法国北部内陆省份，北起索姆省，西接厄尔省和滨海塞纳省，南至塞纳-马恩省和瓦兹河谷省，东临埃纳省。
与弗基耶尔接壤的市镇（或旧市镇、城区）包括：布龙博、布罗基耶、欧博、奥梅库尔、圣阿尔努、萨尔屈。

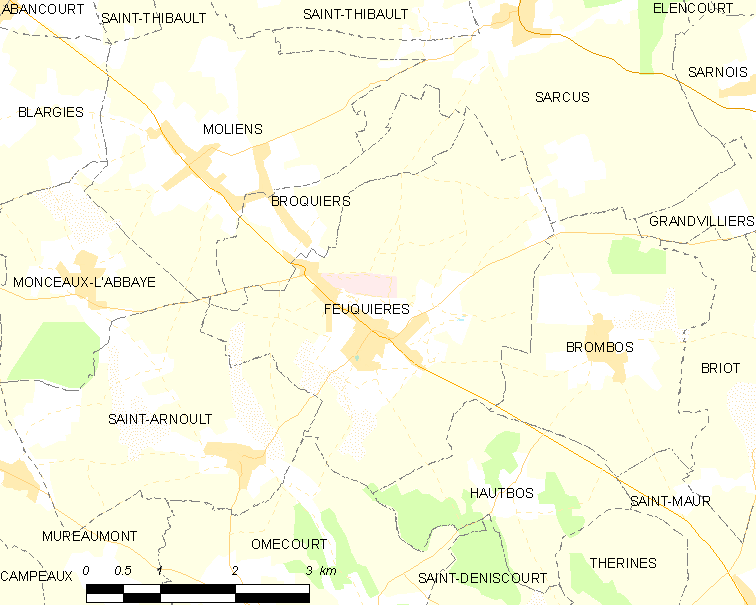
弗基耶尔的OSM定位图

弗基耶尔的时区为UTC+01:00、UTC+02:00（夏令时）。

## 行政
弗基耶尔的邮政编码为60960，INSEE市镇编码为60233。

## 政治
弗基耶尔所属的省级选区为格朗维利耶县。

## 人口

1962-2008年间弗基耶尔人口变化图示

弗基耶尔于2022年1月1日时的人口数量为1396人。